# 澀谷Fukuras

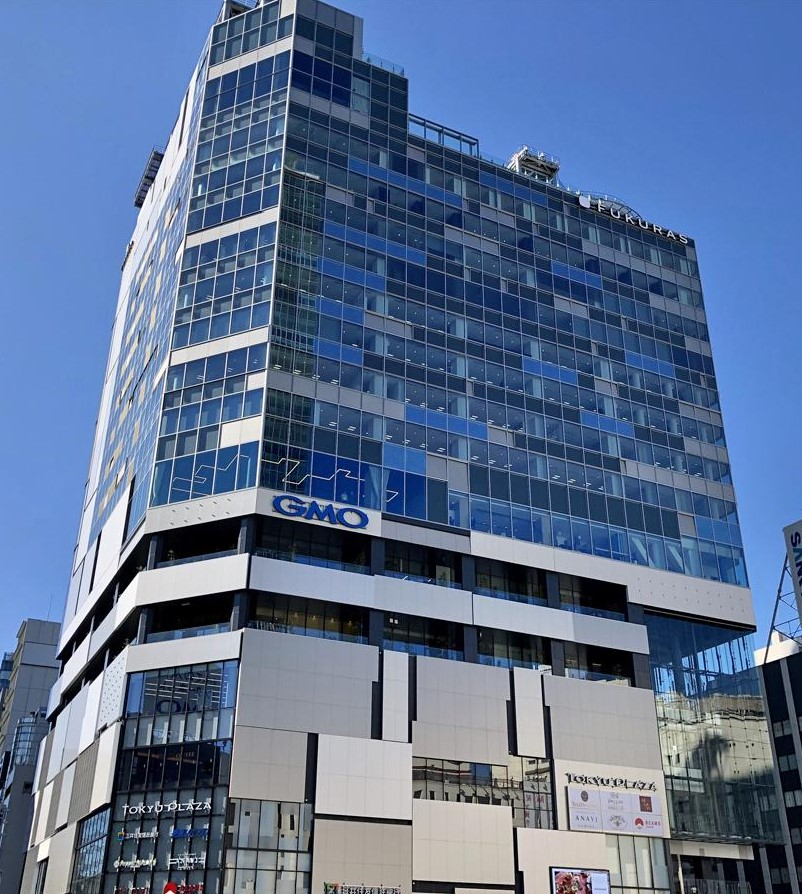

澀谷Fukuras（日语：渋谷フクラス）是位於日本東京都澀谷區道玄坂一丁目的高層建築。這座建築內有商業設施、辦公樓、巴士站。建築開業於2019年12月5日。一層的巴士站有開往羽田機場、成田機場的巴士。

## 外部連結
- 渋谷フクラス （页面存档备份，存于）
- 東急プラザ渋谷 （页面存档备份，存于）